# Renexia
Renexia SpA è una società italiana attiva nel settore delle energie rinnovabili con sede a Chieti.
È specializzata nello sviluppo di parchi eolici, di impianti fotovoltaici e di soluzioni per la mobilità sostenibile. Attraverso la controllata US Wind, Renexia è presente anche negli Stati Uniti d’America per la realizzazione di parchi eolici offshore nell’oceano Atlantico.

## Storia
Renexia SpA si è costituita come spin-off della divisione energie rinnovabili del Gruppo Toto il 21 dicembre 2011, anno in cui completa la costruzione dell’impianto fotovoltaico nella zona di Monte di Eboli (Salerno), venduto nel luglio del 2012 a RTR per 90 milioni di euro.
Due anni dopo, nel 2013, costruisce un parco eolico in Puglia, in località Ponte Albanito (Foggia). Si tratta di un impianto da 23 MW di potenza che utilizza le turbine GE da 2,85 MW.
Nel 2020, Renexia emette un green bond del valore di 49,1 milioni di euro, la prima obbligazione sostenibile in Italia, per finanziare la costruzione di un parco eolico in provincia di Benevento.
Il 21 aprile 2022 Renexia porta a termine la costruzione di Beleolico, il primo parco eolico offshore del Mediterraneo, nella rada del molo polisettoriale di Taranto, con una potenza totale di 30 MW e una produzione annua sufficiente ai consumi di 60.000 persone.
A partire dal 2021, Renexia ha avviato una serie di campagne oceanografiche e per il monitoraggio dei venti e delle correnti marine nel Canale di Sicilia per l’installazione del primo parco eolico a tecnologia floating del Mediterraneo (al largo di Trapani), denominato Med Wind e capace di produrre energia per il fabbisogno di 3,4 milioni di famiglie.

### All’estero
Attraverso la controllata US Wind, il 19 agosto 2014 vince la gara per una concessione di oltre 32.300 ettari di superficie marina al largo del Maryland per la progettazione, la costruzione e la gestione di un parco eolico offshore sulla costa ovest degli Stati Uniti.  Dopo la prima aggiudicazione di una tariffa incentivante per 270 MW di potenza nel 2017, US Wind ottiene nel 2021 ulteriori 870 MW dallo Stato del Maryland, portando la pipeline americana di Renexia a 1,1 GW. Nel 2019 Renexia sigla un accordo con la controllata nordamericana di EDF per la vendita della concessione per il parco eolico offshore più grande al mondo in New Jersey.

## Attività
I campi di attività di Renexia sono la progettazione, la realizzazione, la gestione e la manutenzione di parchi eolici, sia onshore che offshore, e di impianti fotovoltaici. Essi comprendono anche lo sviluppo di aree di sosta e ricarica per veicoli elettrici, prevalentemente sulla rete autostradale.
Tra i progetti principali figurano:
- Beleolico, parco eolico marino nel Mar Grande di Taranto, dotato di 10 aerogeneratori per una potenza nominale installata di 30 MW[21]
- i parchi eolici offshore in Maryland, sviluppati dalla controllata US Wind, per una potenza totale installata di circa 1.500 MW[22]
- Med Wind, il più grande parco eolico offshore galleggiante del Mondo nel Canale di Sicilia, al momento in fase autorizzativa[23]
- l’impianto fotovoltaico di Monte Eboli (BN), con una potenza di 24 MW e una produzione di 33.000 MWh all’anno
- il parco eolico onshore di Ponte Albanito (FG) con una potenza di 22,8 MW e sufficiente a soddisfare il fabbisogno energetico di 15.000 famiglie[9]
- il parco eolico onshore di Circello (BN)
- il parco eolico onshore di Casalduni (BN)[24]
- l’impianto fotovoltaico installato sulle coperture dell’Interporto d’Abruzzo